# Saint-Hilaire-de-Riez
Saint-Hilaire-de-Riez é uma comuna francesa na região administrativa do País do Loire, no departamento da Vendeia. Estende-se por uma área de 48.85 km². Em 2010 a comuna tinha 11 378 habitantes (densidade: 232,9 hab./km²).